# 小行星22151
小行星22151（22151 Davebracy）是一颗绕太阳运转的小行星，为主小行星带小行星。该小行星于2000年11月21日发现。

## 轨道参数
小行星22151的轨道半长轴为2.9393495 UA，离心率为0.091。